# Екосистем копнених текућих вода
Екосистем копнених текућих вода је екосистем река, потока и извора. Најзначајнији еколошки фактор је брзина тока воде и по том фактору се ове воде разликују од свих других копнених вода. Брзина зависи од нагиба речног корита и количине проточне воде. Због тога, а и зато што овај фактор утиче и на све друге, у различитим токовима реке влада другачија комбинација еколошких фактора, па се разликују горњи, средњи и доњи ток реке са карактеристичним биоценозама.

## Горњи ток
Горњи ток реке карактерише велика брзина воде, температура воде је током колебања мање-више стална, по правилу ниска и одговара просечној температури места где се ток и налази. С обзиром да је вода хладнија, овде има највише раствореног кисеоника. Дно је најчешће каменито.
У овом току од силикатних алги су најчешће пенатне, односно оне које су билатерално симетричне и то представници родова Achnanthes, Fragilaria и Synedra. Од маховина, чест је род Fontinalis. Маховине су очекивани становници воденог екосистема, јер им је за размножавање неопходна вода. Индикатор горњег тока је поточна пастрмка, риба којој управо одговарају услови овог тока. Најчешће живи сакривена при дну. Сличне услове захтева и алпска планарија, такође скривена преко дана испод водених биљака и камења. Она насељава и изворе, бунаре и потоке. Погодно склониште, али и храну многим животињама овог тока, као и планинским потоцима представља фитобентос.

## Средњи ток
Средњи ток одликују умерена брзина воде, већа годишња колебања температуре, мање раствореног кисеоника, а више угљен-диоксида него у горњем току. Дно је шљунковито или песковито.
И у овом току су честе пенатне силикатне алге, а посебно родови Cocconeis, Cymbella и Pinnularia. Од зелених алги су најчешће кончасте врсте које припадају родовима Ulothrix, Stigeoclonium и Cladophora. Овде живи и риба мрена, која највећи део времена проводи при дну, као и ситни ракови бочно спљоштеног тела.

## Доњи ток
Доњи ток је најсличнији екосистему стајаћих (споротекућих) вода због мале брзине воде. Годишња колебања температуре су овде највећа, а лети, када је температура на свом максимуму, количина раствореног кисеоника је веома мала. Дно је песковито или муљевито, а количина детритуса велика.
За овај ток је карактеристичан фитопланктон, с обзиром да не поседују способност кретања или је та способност веома ограничена, па њихова дистрибуција зависи од покрета воде. Чине га представници већине група алги. За Тису су карактеристичне врсте Cyclotella striata, Euglena caudata, Scenedesmus quadricauda и Pediastrum duplex. Састав зоопланктона изузетно варира у различитим екосистемима, али се у овом току често могу наћи ротаторије, као и рачићи кладоцере и копеподе. Копеподе су чешће морске врсте, али их има и у слатким водама где представљају значајан извор хране за рибе које се хране планктоном. Протозое су мање значајне по бројности и биомаси, али се такође срећу, како солитарни, тако и колонијални облици. Једна од чешћих је Difflugia. Од риба, честа је спора и плашљива деверика, која ријући по блату тражи храну. На речном дну, честе су модрозелене алге Oscillatoria и Phormidium. Дно насељавају и олигохете са обично дугачким хетама, посебно тубифициде, речна шкољка, чија је ларва паразит на рибама, као и ларве инсеката из група хирономиде, плекоптере и трихоптере.

## Речна обала
Литорал или обалски део је различите величине, што зависи од разних фактора. Одликује га специфична флора и фауна. Биљке видљиве голим оком припадају воденим макрофитама, без обзира да ли се радило о алгама или вишим биљкама. Због специфичних услова које владају у воденим екосистемима, као што су слабија светлост, растворени минерали и гасови, као и уједначенија температура, ове биљке су развиле низ адаптација као што је хетерофилија, већа површина потопљених листова у односу на запремину, редукција корена, централни положај механичких елемената, развијене интерцелуларне шупљине итд. Водене биљке у ужем смислу су субмерзне, односно потпуно потопљене у води. Такве су на пример алге; кончаста Cladophora или пршљенчица, већи број маховина, као и представници монокотила. Могу се наћи, али ређе и представници папрати. Такође водене биљке у ужем смислу су и флотанте, које једним делом плутају по површини воде. То су углавном цветнице попут локвања. Биљке које су једним делом издигнуте изнад воде су емерзне. Такве су представници родова  и .